# حسن رستگاری مجد
حسن رستگاری مجد، (زاده ۱۳۵۲ فرزند سلطان) شهروند ایرانی ساکن ترکیه است. او زندانی سیاسی زندان مرکزی ارومیه است که به اعتصاب غذا طولانی دست زده. بازداشت او و ضرب و شتمش در زندان و بیش از همه دست زدن به اعتصاب غذای طولانی بازتاب گسترده‌ای در سایت‌های خبری و فضای مجازی داشته‌است.

## بازداشت
حسن رستگاری مجد در ۵ آبان ۱۳۹۳ پس از حضور در تجمع پشتیبانی از کوبانی در شهر ارومیه تحت تعقیب قرار گرفت و بازداشت شد. او بعدتر در شهریور ۱۳۹۴ از سوی دادگاه انقلاب ارومیه به اتهام «اخلال در نظم عمومی، اقدام علیه امنیت ملی و همکاری با یکی از احزاب کرد مخالف» مجموعاً به ۱۷ سال حبس محکوم شد و برای گذارندن حکم به زندان مرکزی ارومیه منتقل شد.

## اعتصاب غذا
حسن رستگاری مجد از ۱۳ آذر ۱۳۹۵ در اعتصاب غذا است و از روز سوم اعتصاب غذا به سلول انفرادی منتقل شده‌است.
گفته شده‌است که بیماری قلبی و عارضه آسم این زندانی سیاسی به دلیل اعتصاب غذا تشدید شده و حال عمومی او پس از ۲۵ روز اعتصاب غذا رو به وخامت گذاشته‌است. فعالان حقوق بشر به نقل از یکی از نزدیکان حسن رستگاری مجد گزارش داده‌اند که حکم طولانی زندان و تداوم فشارها بر این زندانی و گشوده شدن سه پرونده جدید در زندان برای او علت اصلی اعتصاب غذای او است.
مسئولان کنسولگری ترکیه در ارومیه در پی استمداد آقای رستگاری مجد قول داده‌اند پیگیر پرونده او شوند و از جمله از دادستانی ارومیه خواسته‌اند که اجازه دهند خانواده این زندانی با او ملاقات کنند اما دادستانی با این خواسته مخالفت کرده‌است. مسئولان زندان به آقای مجد قول داده‌اند در صورت شکستن اعتصاب غذا، تلاش می‌کنند در مورد پرونده‌های گشوده شده در زندان برای او کاری بکنند.
حسن رستگاری مجد تأکید کرده‌است تا زمان برآورده شدن خواسته‌هایش که ملاقات با دادستانی ارومیه و بررسی درخواست اعاده دادرسی است، به اعتصاب ادامه خواهد داد. در همین مدت، پزشک بهداری زندان به دلیل بدحال شدن حسن رستگاری مجد، چند بار در سلول او را معاینه کرده‌است.